# Expansión en serie

En matemáticas, una expansión en serie es un método para calcular una función que no puede ser expresada solamente mediante operadores elementales (suma, resta, multiplicación y división).
La denominada serie resultante a menudo puede limitarse a un número finito de términos, dando como resultado una aproximación de la función expandida. Cuantos menos términos de la secuencia se usen, más simple será esta aproximación. A menudo, la inexactitud resultante (es decir, la serie de los términos omitidos) se puede describir mediante una ecuación que involucra una cota superior asintótica (véase también serie asintótica). La expansión de la serie en un intervalo dado también es una forma de aproximación a una función analítica.
Hay varios tipos de expansiones en serie, tales como:
- Serie de Taylor: una serie de potencias basada en las derivadas de una función en un solo punto.
- Serie de Maclaurin: un caso especial de una serie de Taylor, centrado en cero.
- Serie de Laurent: una extensión de la serie de Taylor, que permite valores de exponente negativo.
- Serie de Dirichlet: utilizada en teoría de números.
- Serie de Fourier: describe las funciones periódicas como una serie de funciones senos y cosenos. En acústica, por ejemplo, el tono fundamental y el correspondiente sobretono juntos forman un ejemplo de una serie de Fourier.
- Series newtonianas
- Polinomios de Legendre: se utilizan en física para describir un campo eléctrico arbitrario como una superposición de un campo dipolar eléctrico, un campo cuadrupolar, un campo octopolar, etc.
- Polinomios de Zernike: se usan en óptica para calcular las aberraciones de sistemas ópticos. Cada término de la serie describe un tipo particular de aberración.
- Fórmula de Stirling: se utiliza como una aproximación para los factoriales.

Para más detalles, consulténse los artículos mencionados.
- Datos: Q358733
- Multimedia: Series expansion / Q358733